# 坂田雅彦
坂田 雅彦（さかた まさひこ、1956年9月10日 - ）は、日本の俳優。岡山県出身。大阪芸術大学卒業。
旧芸名：坂田 祥一朗、坂田 祥一郎（さかた しょういちろう）。

## 人物
状況劇場出身。
1980年代のポルノ映画ではお馴染みの男優だった。
強面のヤクザから小市民まで演じる。

## 出演

### テレビドラマ
- 立花登・青春手控え 第16話「ならず者」（1982年、NHK）
- 新大江戸捜査網 第23話「色街おんな怨み歌」（1984年、TX / ヴァンフィル）
- 星雲仮面マシンマン 第25話「ミイラ男の挑戦」（1984年、日本テレビ） - ミイラマン
- 大河ドラマ（NHK）
  - 春の波涛（1985年） - 壮士
  - 独眼竜政宗（1987年） - 太寄金助
  - 翔ぶが如く（1990年） - 高田露
- お鏡（1985年、TBS）
- 誇りの報酬 第15話「刑事になった理由」（1986年、NTV / 東宝） - 小杉刑事
- 女ふたり捜査官 第4話「女刑事に殺人鬼の手が！」（1986年、ABC / テレパック）
- あぶない刑事シリーズ
  - あぶない刑事（1986）第4話「逆転」 - クラブ「クローバー」のバーテン
  - もっとあぶない刑事（1988）第7話「減俸」 - 坂口恒雄（塗装工）
- 六本木ダンディー おみやさん（1987年、朝日放送）
- 連続テレビ小説 チョッちゃん 第72話（1987年、NHK総合）- 小山
- あきれた刑事 第2話「一触爆発」（1987年、日本テレビ）
- 月影兵庫あばれ旅 第1シリーズ 第12話「道行き泪の置土産」（1989年、TX / 松竹） - 馬垣半蔵
- はぐれ刑事純情派（1992年） - 小沢誠一
- 腕におぼえあり（1993年） - 兼七
- さむらい探偵事件簿（1996年 - 1997年、日本テレビ）
- 静かなるドン（1994年 - 1995年、日本テレビ）
- はだかの刑事（1993年 - 同年9月24日、日本テレビ）
- 俺たちルーキーコップ（1992年 - 同年7月14日、TBS）
- 松本清張特別企画・紐（1996年7月、TBS / VSO）
- 炎の奉行 大岡越前守（1997年、テレビ東京） - 赤川大膳
- はみだし刑事情熱系（1997年） - 鎌田寛久
- 土曜ワイド劇場
  - ダイエット三姉妹の旅情事件簿（1997年） - 中西商事社員
  - タクシードライバーの推理日誌（1998年） - 中西登
  - 作家 小日向鋭介の推理日記（1999年） - 佐久間三郎
  - 元祖! 混浴露天風呂連続殺人（1999年） - 進藤勇治
  - 新・赤かぶ検事奮戦記14（2002年） - 菊間武郎
  - おとり捜査官・北見志穂（2008年） - 杉山刑事
  - 棟居刑事の黒い祭（2015年） - 寺田幸造
  - 監察官・羽生宗一3（2015年） - 金原昭一
  - タクシードライバーの推理日誌38（2015年） - 浜田刑事
- ニュースキャスター霞涼子 第7話（1999年1月 - 3月、テレビ朝日）
- 暴れん坊将軍IX 第38話「天下取りの野望! 吉宗VS宗春涙の対決」（1999年、テレビ朝日） - 広田玄之助
- 剣客商売（2000年、フジテレビ） - 天野半兵衛
- 相棒（2000年 - ） - 田嶋栄一郎（season3まで）、吉岡琢磨（season6から）
- こちら第三社会部（2001年） - 重田光二
- すいか (テレビドラマ)（2003年） - 後藤裕美子の父
- 夜桜お染 第2話「金の仏像」（2003年10月21日、フジテレビ） - 番頭・市太郎
- 火曜サスペンス劇場
  - 九門法律相談所11（1999年） - 志村六郎 役
  - だます女だまされる女（2001 - 2006年） - 神保警部 役
  - 警部補 佃次郎16（2002年） - 赤井課長 役
  - 女検事・霞夕子23（2004年） - 大畑技官 役
- 仮面ライダー龍騎（2002年、テレビ朝日）
- 月曜ミステリー劇場
  - 湯の町コンサルタント3（2004年） - 北川満 役
- 刑事部屋〜六本木おかしな捜査班〜（2005年、テレビ朝日） - 遠渡刑事 役
- 新・桃太郎侍（2006年 - 同年9月5日、テレビ朝日） - 矢八 役
- ディビジョン1「15歳のブルース」（2004年 - 2005年、フジテレビ） - 真田隆明 役
- キミ犯人じゃないよね?（2008年、テレビ朝日）第2話「華麗なる完全犯罪の彼女」 - 大屋正和
- スイート10（2008年） - 黒井久人
- 刑事一代 平塚八兵衛の昭和事件史（2008年、テレビ朝日） - 三木記者
- とめはねっ! 鈴里高校書道部（2010年1月、NHK） - 住職
- 水戸黄門（TBS / C.A.L）
  - 第31部 第10話「ドカーンと一発悪退治 - 大和 -」（2002年） - 柴田平蔵
  - 第32部 第4話「響け! 汗と涙の御諏訪太鼓・諏訪」（2003年8月18日） - 成瀬千右衛門
  - 第33部 第8話「陰謀暴いた忍ぶ恋 -淡路-」（2004年6月7日） - 大崎源之丞
  - 第35部 第6話「罠にはまったお嬢さん・日田」（2005年11月14日） - 真鍋甚八郎
  - 第36部 第5話「美人女医は暴れん坊 -富山-」（2006年8月21日） - 石黒半太夫
  - 第37部
    - 第10話「死ぬな! 風の鬼若!! -能代-」（2007年6月11日） - 沖山七左衛門
    - 第18話「真夏の恋の物語・尾花沢」（2007年8月6日） - 寺田

  - 第39部 第5話「ゴリ押し父子の悪企み・赤穂」（2008年11月10日） - 荒木弦之丞
  - 第42部 第18話「千客万来! 代筆美人」（2011年2月21日） - 江嶋屋九右衛門
  - 最終回スペシャル（2011年12月19日） - 天領役人
- 水曜ミステリー9
  - 捜査検事・近松茂道（2013年） - 福田刑事
- 鼠、江戸を疾る 第5話（2014年2月6日、NHK） - 甚八
- 月曜ゴールデン
  - 女タクシードライバーの事件日誌4（2009年） - 尾崎刑事
  - 赤かぶ検事奮戦記 京都転勤篇5（2015年） - 下條刑事
- 所轄魂（2015年9月、テレビ朝日） - 鑑識
- 白鳥麗子でございます!（2016年、メ〜テレ） - 善導寺わたる
- 大岡越前3 第2話（2016年1月22日、NHK BSプレミアム） - 甲田
- 伝七捕物帳 第1話（2016年7月15日、NHK BSプレミアム） - 源太

### 映画
- ゴジラシリーズ（東宝）
  - ゴジラvsビオランテ（1989年） - 作戦室員[1]
  - ゴジラvsキングギドラ（1991年） - 情報処理隊員[1]
  - ゴジラ×メガギラス G消滅作戦（2000年） - 自衛隊隊長[1]
  - ゴジラ・モスラ・キングギドラ 大怪獣総攻撃（2001年） - 夏木[1]
  - ゴジラ×メカゴジラ（2002年） - 分析部担当・横山[1]
  - ゴジラ×モスラ×メカゴジラ 東京SOS（2003年） - 横山[1]
- 昭和鉄風伝 日本海（1991年、エンボディメント・フィルムズ）- 安藤義人(秘書)
- 人間交差点 不良（1993年、パイオニアLDC） - 組員A
- 病院なんか怖くない。ボクが病気になった理由2（1994年、Softgarage）※劇場未公開 - 坂本龍吉
- 第三の極道（1995年） - 曽根(探偵)
- みんな〜やってるか!（1995年、オフィス北野 / バンダイビジュアル） - 二枚目の男
- ガメラ 大怪獣空中決戦（1995年、大映） - ドーム移動指揮所中隊長
- 三たびの海峡（1995年、松竹） - 朴正喜（パグ・ジョンヒ）
- 渡世無頼（1995年）- 狩田
- 修羅がゆく（1995年）- 岸田組組員
- 極道戦国志 不動（1996年、ギャガ・コミュニケーションズ）
- なにわ忠臣蔵（1997年）
- 借王1（1997年、日活） - 戎興産専務
- クロスファイア（2000年、東宝 / 東京放送）
- 富江 最終章 - 禁断の果実 -（2002年、大映） - 製氷会社の客
- 火火（2005年、ゼアリズエンタープライズ） - 清子の見合い相手
- 監督・ばんざい!（2007年、東京テアトル / オフィス北野） - 組員
- 静かなるドン 新章（2009年） - 東京 長州会会長 長州金五郎
- 冷たい熱帯魚（2010年、日活） - 川尻進
- バカリズム THE MOVIE（2012年、ソニー・ミュージックエンタテインメント）
- 藁の楯（2013年、ワーナー・ブラザース映画） - 野坂車掌
- さよならケーキとふしぎなランプ（2014年、ブラウニー）
- 白鳥麗子でございます! THE MOVIE（2016年、エスピーオー） - 善導寺わたる
- 覇王Ⅰ 凶血の系譜（2016年） - 新宿木場一家総長 中野哲

### Vシネマ
- 狙撃 THE SHOOTIST （1989年）
- 難波金融伝ミナミの帝王
  - 難波金融伝ミナミの帝王/トイチの萬田銀次郎（1992年）
  - 難波金融伝ミナミの帝王5/キタの女闇金（1994年）
- (暴)株式会社1・2（1994年）- 宇山徹
- 仁義
  - 仁義6 全面報復戦争（1995年） - 怒濤会 榎田
  - 仁義23 ボディ・ガード（2000年） - 名張組組長
  - 仁義41 非情の掟（2004年） - 海堂組組長 鷲尾
- 新・第三の極道（1996年） - 曽根(探偵)
- 日本極道史 仁義絶叫4・5（2000年）
- 制覇9・10（2017年） - 東京五等連合 愛狭会会長 末永寿也